# (5400) 1989 CM
(5400) 1989 CM là một tiểu hành tinh vành đai chính. Nó được phát hiện bởi Seiji Ueda và Hiroshi Kaneda ở Kushiro, Hokkaidō, ngày 4 tháng 2 năm 1989.